# Juan Carlos Molina
Juan Carlos Molina (8 de diciembre de 1966),es un sacerdote católico argentino, que fue designado por la presidenta Cristina Fernández de Kirchner como titular de la Secretaría de Programación para la Prevención de la Drogadicción y la Lucha contra el Narcotráfico (SEDRONAR) de su país, en noviembre de 2013.

## Carrera
Dio sus primeros pasos en la provincia de Santa Cruz. Durante la gobernación de Néstor Kirchner, quien luego sería presidente, fue director de una escuela rural en aquella provincia.
Fundó la Fundación Valdocco, de la cual posee cuatro hogares que dirige: uno Puerto Bermejo dedicado a la rehabilitación de jóvenes adictos y otro asistencia a aborígenes en el Impenetrable, en la provincia del Chaco; para niños y adolescentes en Cañadón Seco, Santa Cruz; y el restante para niños huérfanos en Haití. Dichos hogares se mantienen en gran parte gracias a la ayuda estatal.
En el año 2003 dirigió el Hogar Valdocco, una casa para chicos. El hogar, que después se bautizó como “Pibes de la Patagonia”, se levantó en un predio donado por Repsol-YPF y dirigida por Molina.
Es asesor ad honorem de la ministra de Desarrollo Social, Alicia Kirchner y es cercano a su familia. Desde la Sedronar desarrolló los programas de verano para la prevención del consumo de drogas en ciudades de la costa Atlántica y partidos de fútbol argentino. al mismo tiempo se han encarado convenios con diferentes ONG especializadas en el tema, como con la organización Madres en Lucha, para el reacondicionamiento y equipamiento de Centro Preventivo Local de las Adicciones (CePLA) en el Barrio Mitre. En mayo de 2015 presentó su renuncia como titular de la Sedronar.